# Cyrille De Neubourg
Cyrille De Neubourg (...) è una fumettista francese.
È autore dei puzzle di Pif Gadget con Marc Moallic nel disegno.

## Opere
- Pubblicazioni di Cyrille De Neubourg nelle riviste Vaillant e Pif Gadget dal 1950 al 1972[2]
- Pubblicazioni di Cyrille De Neubourg nella rivista 34 Camera dal 1950 al 1954[3]
- Petit Precs De Graphologie[4]

## Collaborazioni con il Pioniere in italiano
- Ibrahin e il Camello. Pioniere n. 19 del 1955[5]
- La caverna dei Dingo. Pioniere n. 40 del 1955[5]
- La Medicina dello Stregone. Pioniere n. 9 del 1958[6]